# Mohamed Bouharrat
Mohamed Bouharrat (Tánger, 1979) es un terrorista marroquí que colaboró con los organizadores de los atentados del 11 de marzo de 2004 en Madrid.
Relacionado con el alquiler del piso de Leganés y con varios de los terroristas implicados. Fue detenido y liberado en 2004, e ingresó en prisión el 21 de mayo de 2005 al incurrir en contradicciones.
La policía encontró fotos suyas en el piso en el que se suicidaron siete miembros de la célula terrorista en Leganés. Cuando se le detuvo, se le incautó el vehículo adquirido con documentación falsa por Abdelmajid Bouchar. Bouharrat negó haber ayudado al alquiler del piso de Leganés, incluso haber estado en él. Según su declaración, las fotos que se encontraron en el piso se las olvidó en el coche de uno de los suicidas.
El Ministerio Fiscal pidió y obtuvo en el juicio por los atentados, una condena de 18 años de cárcel por un delito de pertenencia a banda armada en la sentencia de la Audiencia Nacional del 31 de octubre de 2007. La sentencia fue confirmada en 2008 por el Tribunal Supremo.